# The Adults
The Adults è un film del 2023 scritto e diretto da Dustin Guy Defa.

## Trama
Eric vuole fare un breve viaggio di ritorno a casa, ma il tempo passa e il suo viaggio si trasforma in un soggiorno nostalgico, mentre raggiunge le sue due sorelle. Anche il suo desiderio di dimostrare di essere il miglior giocatore di poker della città ritarda il suo ritorno. Il suo aspro rapporto con la sorella Rachel e i tentativi della sorellina Maggie di far rivivere il cameratismo di una volta fanno sì che Eric e Rachel si debbano confrontare con la realtà della loro divisione.

## Distribuzione
Il film è stato presentato in anteprima mondiale il 18 febbraio 2023 in occasione del 73° Festival internazionale del cinema di Berlino.

## Accoglienza
Su Rotten Tomatoes, il 72% delle 36 recensioni dei critici sono positive, con una valutazione media di 6,5/10. Metacritic, che utilizza una media ponderata, ha assegnato al film un punteggio di 73 su 100, basato su 14 critici, indicando recensioni "generalmente favorevoli".

## Riconoscimenti
- 2023 – Festival internazionale del cinema di Berlino
  - In concorso per l'Orso d'oro